# مراقبة جلوكوز الدم
مراقبة جلوكوز الدم هي طريقة لقياس تركيز الجلوكوز في الدم أو ما يسمى (سكر الدم). وهي مهمة جدا خاصة لعملية ضبط السكري لمرضى السكر، ويتم عادة من خلال وخز الجلد (غالبا الإصبع) للحصول على قطرة دم، ثم استخدام أشرطة اختبار نشطة كيميائيا. وهناك تقنيات مختلفة تستخدمها الشركات المختلفة المنتجة لتلك الأجهزة، لكن أغلبها يقيس الخواص الكهربية للدم، ويستخدم ذلك لتحديد مستوى الجلوكوز في الدم. ويُسمى هذا الاختبار عادةً باختبار جلوكوز الشعيرات الدموية. 
ينصح الأطباء مرضى السكري باستعمال هذا النظام لمراقبة مستوى السكر في الدم خلال اليوم. معظم مرضى سكري النوع الثاني يقومون بقياس مستوى السكر مرة واحدة -على الأقل- يوميا. ويُفضل لمرضى السكري الذين يستخدمون الأنسولين (جميع مرضي سكري النوع الأول ومعظم مرضى سكري النوع الثاني) أن يقوموا بقياس سكر الدم عدة مرات في اليوم، (4-8 مرات لمرضى النوع الأول، ومرتين أو أكثر لمرضى النوع الثاني)، وذلك لتقدير كفاءة الجرعة السابقة للأنسولين والمساعدة في تحديد الجرعة التالية.

## الهدف
مراقبة جلوكوز الدم يبين تباين وتغير مستوى السكر في دم الأشخاص، ويساعد في تحديد الوجبات والأنشطة ومواعيد جرعات الدواء.
ويسمح الاختبار أيضا بالاستجابة السريعة لارتفاع سكر الدم (hyperglycemia) أو نقص سكر الدم(hypoglycemia). ويتضمن ذلك ضبط النظام الغذائي والتمارين الرياضية وضبط جرعة الأنسولين.

## أجهزة قياس جلوكوز الدم

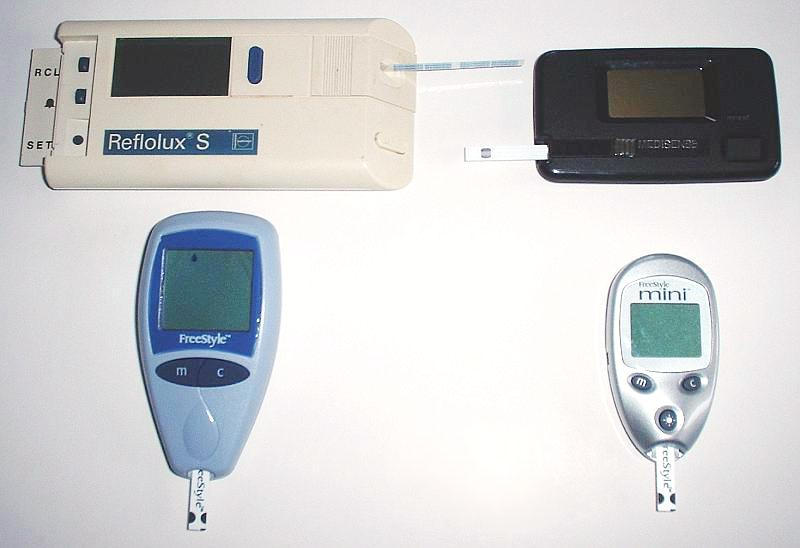
أربعة أجيال من أجهزة قياس سكر الدم. 1991–2005. حجم العينة يختلف من 30 إلى 0.3 ميكرو-لتر. زمن الاختبار تغير من دقيقتين إلى 5 ثواني (الأجهزة الحديثة تحتاج أقل من 15 ثانية).

جهاز قياس سكر الدم هو جهاز إلكتروني لقياس مستوى الجلوكوز في الدم. حيث توضع قطرة صغيرة من الدم على «شريحة اختبار» (تُستخدم لمرة واحدة) ويظهر قياس مستوى السكر على شاشة رقمية خلال ثوانٍ.
ولكون هذه الأجهزة تحتاج نقطة صغيرة من الدم فذلك يعني تقليل الوقت والجهد المطلوب للقياس، وبالتالي يسهل للمرضى قياس مستوى السكر عدة مرات في اليوم. وبالرغم من أن تكلفة أجهزة قياس السكر تبدو مرتفعة، إلا أنها لا تُقارن بميزة تجنب تكلفة مُضاعفات السكري.